# خطة التدريب الجوي لحلف الناتو
خطة التدريب الجوي لحلف الناتو (بالانجليزية: NATO Air Training Plan) هو برنامج تدريب طواقم الطائرات الذي امتد من الفترة (1950 - 1958) بأذن من منظمة حلف شمال الأطلسي، والتي نفذتها سلاح الجو الملكي الكندي، البرنامج الغرض منه تدريب الطيارين والملاحين في البلدان الموقعة مع منظمة حلف شمال الأطلسي لتحسين القوة الجوية للناتو ردا على التهديد العسكري الموجه لأوروبا من دول الكتلة السوفياتية.

## الخطة التدريبية
الخطة التدريبية مشابهة للخطة البريطانية لدول الكومنولث التدريبية في الحرب العالمية الثانية، تم اختيار كندا بسبب بعدها عن مناطق القتال المحتملة في أوروبا، خطة تدريب طياري حلف شمال الاطلسي تشمل طاقم من العديد من البلدان الأخرى من كندا والمملكة المتحدة، وتستخدم القواعد الجوية في جميع أنحاء كندا، العديد منها تقع في البراري بعيدًا عن المناطق الحضرية المزدحمة، حيث تكون الأرض مفتوحة، وبناءً على الخطة تم توسيع وتحديث العديد من القواعد الجوية القديمة واستخدامها لبرنامج تدريب منظمة حلف شمال الأطلسي، المتدربون قدوموا من دول مثل المملكة المتحدة الدنمارك النرويج هولندا فرنسا إسبانيا البرتغال تركيا ألمانيا الغربية بلجيكا اليونان وإيطاليا.
وبدأ التدريب في قواعد القوات المسلحة الملكية البريطانية في قاعدة لندن، أونتاريو، في كلية التدريب والحث لحلف شمال الاطلسي، حيث اطلع الطيارين على طائرات القوات المسلحة الملكية البريطانية وشرح لجميع المصطلحات الحربية الجوية، وكانت تدرس اجراءات الطيران والأرصاد الجوية والملاحة باللغة الإنجليزية، ثم التحق الطيارين بمدرسة تدريب الطيران، وبدؤا باستخدام طائرات هارفارد، استمر تدريب المدربين على طائرة T-33، بعدها تغير التدريب في عام 1956 عندما تم افتتاح المدرسة الابتدائية لتدريب الطيران في القوات المسلحة الملكية البريطانية في قاعدة سينتراليا، في سينتراليا تم اختيار الطيارين للتدريب على طائرات متعددة المحركات أو طائرة ذات محرك واحد، للطائرات متعددة المحركات ذهب المتدربين إلى مدرسة الطيران المتقدمة، وللطائرات ذات محرك واحد، ذهب المتدربين إلى واحدة من عدة مدارس للطيران المتقدم باستخدام طائرة T-33 ، وبحلول عام 1957 كان العديد من البلدان المعنية تمتلك مرافق تدريب خاصة بهم، وهكذا بدأ برنامج بالتقلص، واستمر التدريب الثنائي محدود، وبالنسبة للبلدان الغير قادرة على تدريب طاقم الطائرات الخاصة بهم، كان هناك اثنتين من هذه الدول هما الدنمارك والنرويج، حيث استمرتا بالتدريب، تعمل كندا حاليا برنامجا مماثلا يدعى خطة التدريب الجوي لحلف الناتو في كندا.